# لیخن استاری
لیخنگ استاری (به لاتین: Licheń Stary) یک روستا در لهستان است که در گمینا شلشن واقع شده‌است. لیخنگ ستاره ۱٬۱۰۰ نفر جمعیت دارد.